# 梁麗幗
梁麗幗（Yvonne Leung，1993年8月3日—），香港社會活動人士(別號「娘娘」)，前香港專上學生聯會常委及2014年度香港大學學生會會長，曾任港大校務委員會成員。
中學就讀於協恩中學，現為執業大律師。

## 軼事
2011年8月，當時就讀協恩中學的梁麗幗在第六屆「自由盃」全港中學辯論比賽總決賽中獲得冠軍及最佳辯論員，辯題為「港府復建居屋利多於弊」。
2014年10月，在雨傘革命中，梁麗幗是學聯重要領導角色之一。她和學聯另外四名成員是五名和政府進行談判的代表之一。
2014年12月27日，港鐵堅尼地城站舉行西港島綫通車典禮，在主禮嘉賓行政長官梁振英準備發言時，正在圍觀及舉起代表雨傘運動的黃色雨傘之梁麗幗與社會民主連線立法會議員梁國雄高聲呼叫「我要真普選、梁振英下台」等口號，被工作人員帶離現場。
2015年5月7日，被社民連陶君行斥責為引發退聯潮的罪人。
2015年5月22日，她向法庭申請司法覆核，要求檢視政府在政改第二輪諮詢中錯誤採用人大常委831決定中的陳述，但高等法院拒絕受理。此舉其後亦遭批評濫用司法程序。
2016年1月，梁麗幗聯同其他港大學生發起罷課，抗議李國章出任港大校委會主席。
2016年1月28日，李國章在記者會批評她時，誤把其名字讀為梁麗君。
2017年4月，有網民改圖指梁麗幗表示獲獎學金赴美升學，梁麗幗澄清事件屬虛構。
2017年10月，梁麗幗表示她並沒有馮敬恩等較年輕的抗爭者般勇敢，又承認她曾給予他們壓力，導致他們造出激烈行為，至終承擔嚴重後果。
2019年1月16日午间，她入境澳门时被拒，澳门治安警察局以“有强烈迹象显示她会从事危害澳门公众秩序的活动”为由将她即时遣返。